# Massaker von Babyn Jar

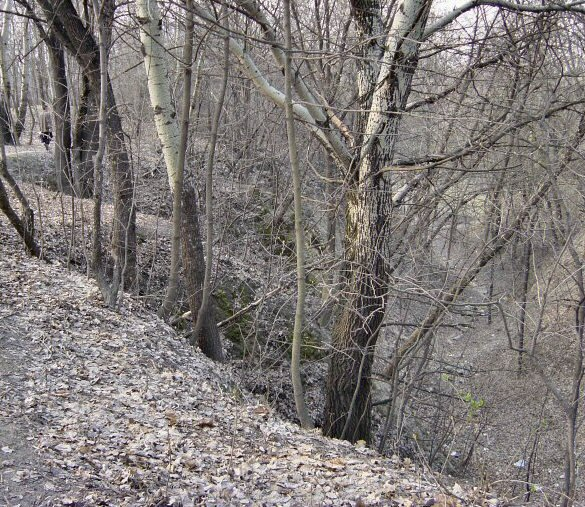
Babyn Jar, 2003

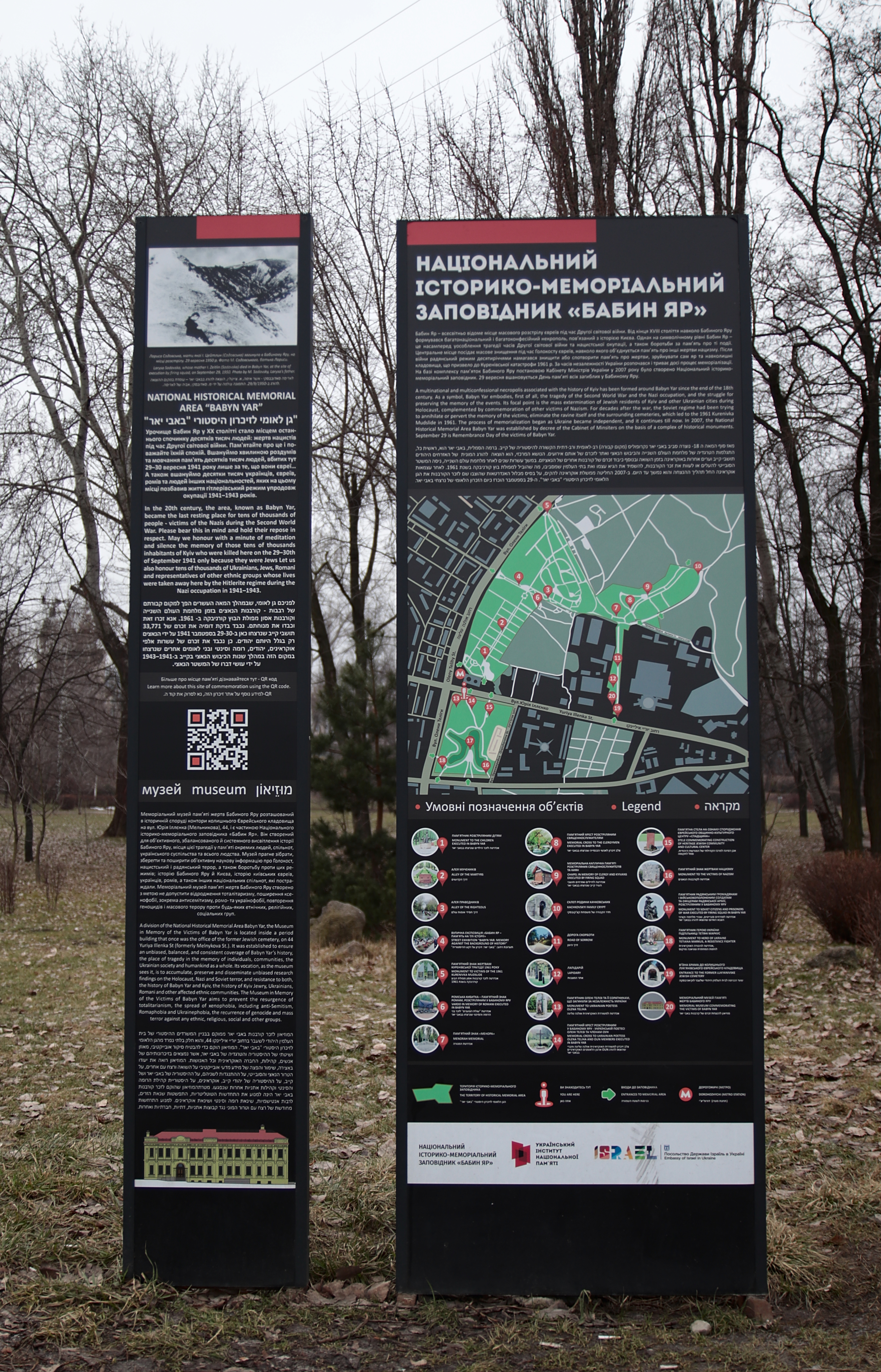
Informations- und Orientierungstafel Babyn Jar, Februar 2023

Das Massaker von Babyn Jar geschah im gleichnamigen tief eingeschnittenen Tal Babyn Jar (ukrainisch Бабин Яр) oder Babi Jar (russisch Бабий Яр) auf dem Gebiet der ukrainischen Hauptstadt Kiew, als Einsatzgruppen der deutschen Sicherheitspolizei und des SD am 29. und 30. September 1941 innerhalb von 48 Stunden mehr als 33.000 jüdische Männer, Frauen und Kinder ermordeten. Dies war das größte einzelne Massaker an Juden im Zweiten Weltkrieg, an dem das Heer der Wehrmacht nicht nur mitverantwortlich war, sondern die Aktion direkt forcierte.

## Vorgeschichte
Die 6. Armee unter Generalfeldmarschall Walter von Reichenau, die bereits in den Monaten zuvor bei Judenmorden eng mit dem SD zusammengearbeitet hatte, half bei der Planung und Ausführung der Vernichtungsaktion. In dieser Phase des Eroberungs- und Vernichtungskrieges gegen die Sowjetunion und des Holocaust brachten mobile SS-Truppen die Juden noch mit Schusswaffen um. Der industrielle Massenmord in Gaskammern begann erst ab Anfang 1942.
Die 2,5 Kilometer lange und bis zu 30 Meter tiefe Schlucht ist ein Nebental des einstigen Dneprzuflusses Potschajna und lag damals noch außerhalb Kiews. Seit den 1990er Jahren wird das Gebiet durch die Melnykowa-Straße im Norden, die Olena-Teliha-Straße im Westen und die Dorohoschizka-Straße im Süden begrenzt.

## Das Massaker von 1941

Denkmal für die ermordeten Kinder von Babyn Jar, 2006

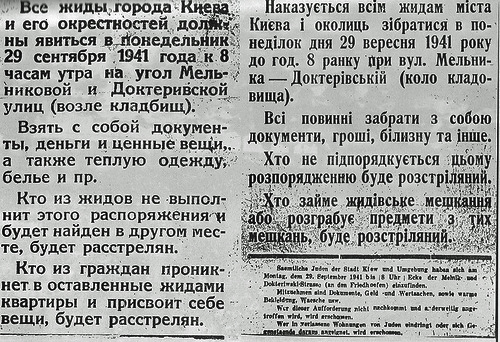
„Sämtliche Juden der Stadt Kiew und Umgebung haben sich am Montag, dem 29. September bis 8 Uhr Ecke der Melnykowa- /Doktoriwski-Straße einzufinden. Mitzunehmen sind Dokumente, Geld und Wertsachen, sowie warme Bekleidung, Wäsche, usw. Wer dieser Aufforderung nicht nachkommt und anderweitig angetroffen wird, wird erschossen. Wer in verlassene Wohnungen von Juden eindringt oder sich Gegenstände daraus aneignet, wird erschossen.“
Fotomontage des russischen, ukrainischen und deutschen Textes, 1942

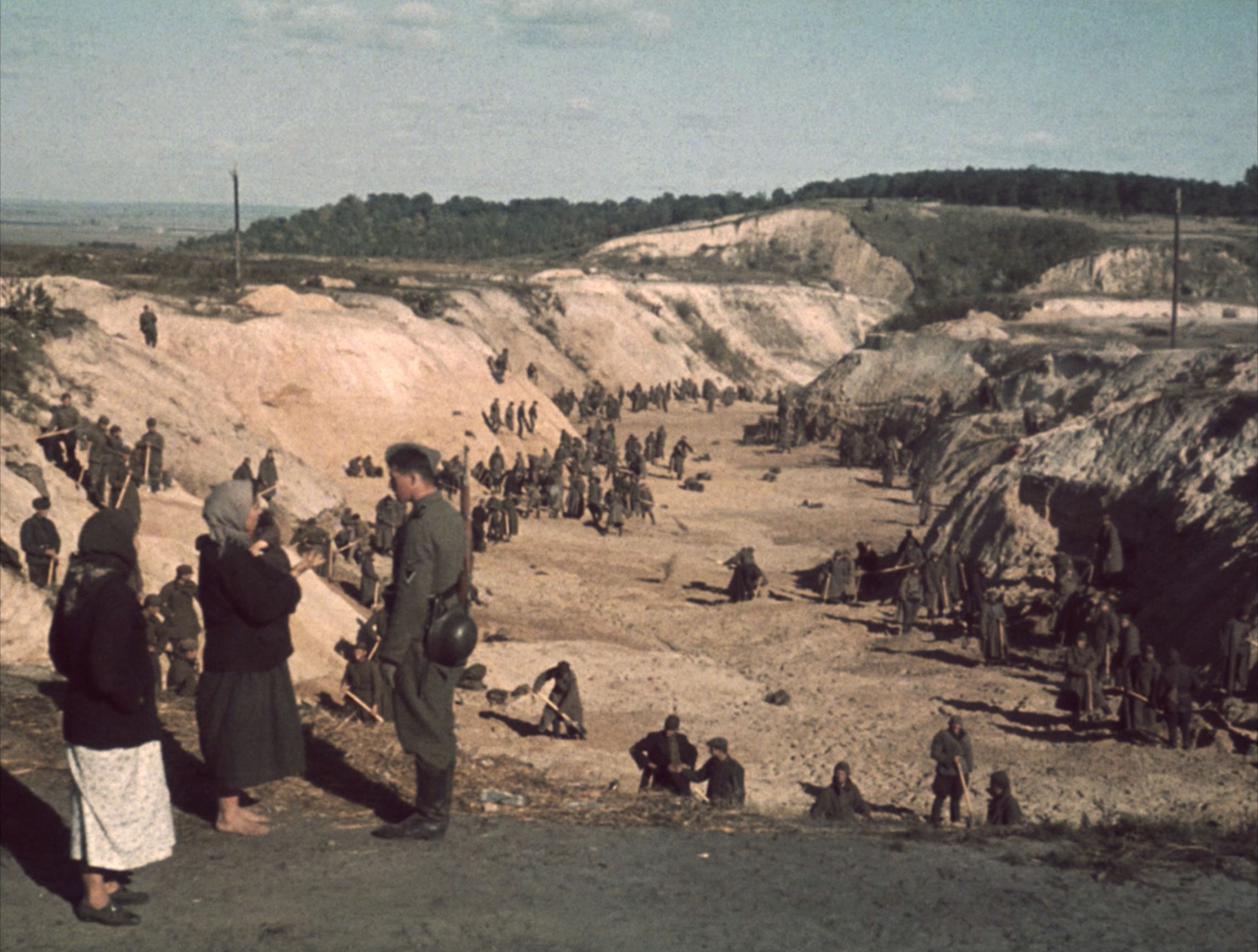
Sowjetische Kriegsgefangene müssen 1941 das Massengrab zuschütten.

Der Massenmord an der jüdischen Bevölkerung wurde verübt, nachdem die 6. Armee und die Einsatzgruppe C der SS in Kiew einmarschiert waren. Verantwortlicher Oberbefehlshaber war Generalfeldmarschall Walter von Reichenau. Das Holocaust-Gedenkzentrum Babyn Jar veröffentlichte im Oktober 2021 anlässlich der offiziellen Gedenkfeiern zum 80. Jahrestag eine Liste mit den ersten 161 erforschten Namen der Täter dieses Verbrechens. Die jüdische Bevölkerung Kiews, die bei Kriegsbeginn 220.000 Menschen zählte, war zum großen Teil vor dem Einmarsch der Wehrmacht geflüchtet oder diente in der Roten Armee; etwa 50.000 waren zurückgeblieben, überwiegend ältere Männer, Frauen und Kinder. Hans von Obstfelder, General  des 29. Armeekorps, das der 6. Armee unterstand, stellte Kiew unter Besatzungsrecht und ernannte den Chef der Feldkommandantur 195, Generalmajor Kurt Eberhard, zum Stadtkommandanten von Kiew.
Wenige Tage nach der Eroberung der Stadt in der Schlacht um Kiew kam es im Stadtzentrum zu Explosionen und Bränden, bei denen mehrere Hundert Angehörige der Wehrmacht und Einwohner ums Leben kamen. Daraufhin hielten Offiziere der Wehrmacht und SS am 27. September 1941 in den Diensträumen Generalmajors Kurt Eberhard eine Besprechung ab, Teilnehmer waren u. a. Friedrich Jeckeln, der bereits das Massaker von Kamenez-Podolsk Ende August 1941 mit zu verantworten hatte, der Befehlshaber der Einsatzgruppe C, SS-Brigadeführer Otto Rasch, sowie der Befehlshaber des Sonderkommandos 4a, SS-Standartenführer Paul Blobel. Es wurde beschlossen, einen Großteil der Kiewer Juden zu töten und dieses Vorhaben als eine „Evakuierungsaktion der Juden“ zu tarnen. Zur vereinbarten Arbeitsteilung zwischen Wehrmacht und SS berichtete SS-Obersturmführer August Häfner, der an dieser und den Folgebesprechungen teilnahm: „Wir mußten die Drecksarbeit machen. Ich denke ewig daran, daß der Generalmajor Kurt Eberhard in Kiew sagte: ‚Schießen müsst ihr!‘“. Vor den Angehörigen von SS und Wehrmacht sollte die Mordaktion als „Vergeltung für die Anschläge“ legitimiert werden. Generalfeldmarschall Walter von Reichenau forcierte die Aktion persönlich, wie aus einem Bericht der SS nach Berlin hervorgeht: „Wehrmacht begrüßt Maßnahmen und erbittet radikales Vorgehen“.
An der Aktion waren Angehörige des SD und des Sonderkommandos 4a, befehligt von SS-Standartenführer Paul Blobel, der SS-Einsatzgruppe C unter dem Kommando von SS-Brigadeführer Otto Rasch, die für die sogenannten Exekutivmaßnahmen gegen die Zivilbevölkerung zuständig war, Kommandos des Polizeiregiments Süd der Ordnungspolizei, Angehörige der Geheimen Feldpolizei, ukrainische Hilfspolizisten sowie die Wehrmacht beteiligt.
Dem niederländischen Historiker Karel Berkhoff zufolge soll auch die „Bukowiner Kurin“, eine Militäreinheit der Melnyk-Fraktion der Organisation Ukrainischer Nationalisten, am Massaker teilgenommen haben. Dem widerspricht Vitaly Nachmanovytsch mit dem Hinweis, die „Bukowiner Kurin“ sei frühestens Anfang November in Kiew eingetroffen. Zu der als erwiesen geltenden Beteiligung ukrainischer Hilfspolizisten seien Angaben in den Quellen zudem oft wenig differenziert, was eine genaue Bezifferung erschwere.
Am 28. September 1941 wurden Bekanntmachungen über eine Evakuierung an die Kiewer Juden herausgegeben. Diese sollten sich am folgenden Tag in der Nähe des Bahnhofes einfinden und warme Kleidung, Geld sowie persönliche Dokumente und Wertgegenstände mitbringen. Diesem Aufruf folgten mehr Juden als erwartet. In Gruppen wurden diese aus der Stadt und zur Schlucht geführt, mussten sich dort ihrer Kleidung entledigen und wurden dann entsprechend dem „Einsatzbefehl der Einsatzgruppe Nr. 101“ systematisch durch Maschinengewehr- und Maschinenpistolenfeuer erschossen. Bei den Erschießungen am 29. und 30. September 1941 wurden laut Ereignismeldung der SS-Einsatzgruppe C vom 2. Oktober 1941 innerhalb von 36 Stunden 33.771 Juden getötet.
Eine der wenigen Überlebenden, Dina Pronitschewa, schildert das Grauen so:

„Sie mussten sich bäuchlings auf die Leichen der Ermordeten legen und auf die Schüsse warten, die von oben kamen. Dann kam die nächste Gruppe. 36 Stunden lang kamen Juden und starben. Vielleicht waren die Menschen im Sterben und im Tod gleich, aber jeder war anders bis zum letzten Moment, jeder hatte andere Gedanken und Vorahnungen, bis alles klar war, und dann wurde alles schwarz. Manche Menschen starben mit dem Gedanken an andere, wie die Mutter der schönen fünfzehnjährigen Sara, die bat, gemeinsam mit ihrer Tochter erschossen zu werden. Hier war selbst zum Schluss noch eine Sorge: Wenn sie sah, wie ihre Tochter erschossen wurde, würde sie nicht mehr sehen, wie sie vergewaltigt wurde. Eine nackte Mutter verbrachte ihre letzten Augenblicke damit, ihrem Säugling die Brust zu geben. Als das Baby lebendig in die Schlucht geworfen wurde, sprang sie hinterher.“

Vor den Erschießungen soll es laut Zeugenaussagen auch zu Fällen sexueller Gewalt gegenüber Frauen gekommen sein. Die Wehrmacht leistete mehr als nur logistische Hilfe, indem sie die Stadt und den Erschießungsort absicherte. Nach dem Morden sprengten Pioniere zur Spurenbeseitigung die Ränder der Schlucht. Dabei wurden angeschossene, noch lebende Opfer lebendig begraben. Die Habseligkeiten der Ermordeten wurden in einem Lagerhaus aufbewahrt und an Volksdeutsche sowie bedürftige Einwohner Kiews verteilt. Die Kleider wurden in 137 Lkw verladen und der NS-Volkswohlfahrt übergeben.
Nach dem Massaker lobte die Einsatzgruppe C die gute Zusammenarbeit mit der 6. Armee:

„Es ist der Einsatzgruppe gelungen, zu sämtlichen Wehrdienststellen vom ersten Tag an ein ganz ausgezeichnetes Einvernehmen herzustellen. Hierdurch wurde es auch ermöglicht, daß die Einsatzgruppe von Beginn ihres Einsatzes an sich niemals im Raum des rückwärtigen Heeresgebietes aufgehalten hat, daß vielmehr von der Wehrmacht immer wieder die Bitte ausgesprochen wurde, die Einsatzkommandos möchten sich möglichst weit vorne bewegen.“

### Weitere Massaker
Bis zur Einnahme Kiews durch die Rote Armee im November 1943 fanden weitere Massenerschießungen an verschiedenen Orten im Stadtgebiet von Kiew statt, bei denen sowjetische Kriegsgefangene und Zivilisten unterschiedlicher Nationalitäten getötet wurden. Die Anzahl der Opfer liegt unterschiedlichen Schätzungen zufolge bei insgesamt zwischen 150.000 und 200.000.

### Vertuschungsaktion 1005 B
Nach der verlorenen Schlacht von Stalingrad wurde, wie in anderen Gegenden auch, versucht, die Spuren der Massaker zu beseitigen, weil eine Rückkehr der Roten Armee in den Bereich des Möglichen rückte. SS-Standartenführer Paul Blobel kehrte mit dem Sonderkommando 1005 A zurück und eine Gruppe unter SS-Obersturmbannführer Baumann bestehend aus ca. 10 SD-Männern und 30 deutschen Polizisten sowie 327 Gefangenen des nahe gelegenen KZ Syrez mussten als Zwangsarbeiter die Leichen „enterden“, angeblich 40.000 bis 45.000, und auf Scheiterhaufen, die aus benzingetränkten Eisenbahnschwellen aufgeschichtet wurden, verbrennen. Die letzten Reste wurden zu Asche zermahlen. Den Opfern wurden nachträglich noch Wertgegenstände abgenommen. Danach wurden die Zwangsarbeiter als Mitwisser erschossen. Einige entkamen und berichteten nach dem Krieg über diese Leichenverbrennungen.

## Rezeption in der Öffentlichkeit

### Juristische Aufarbeitungen

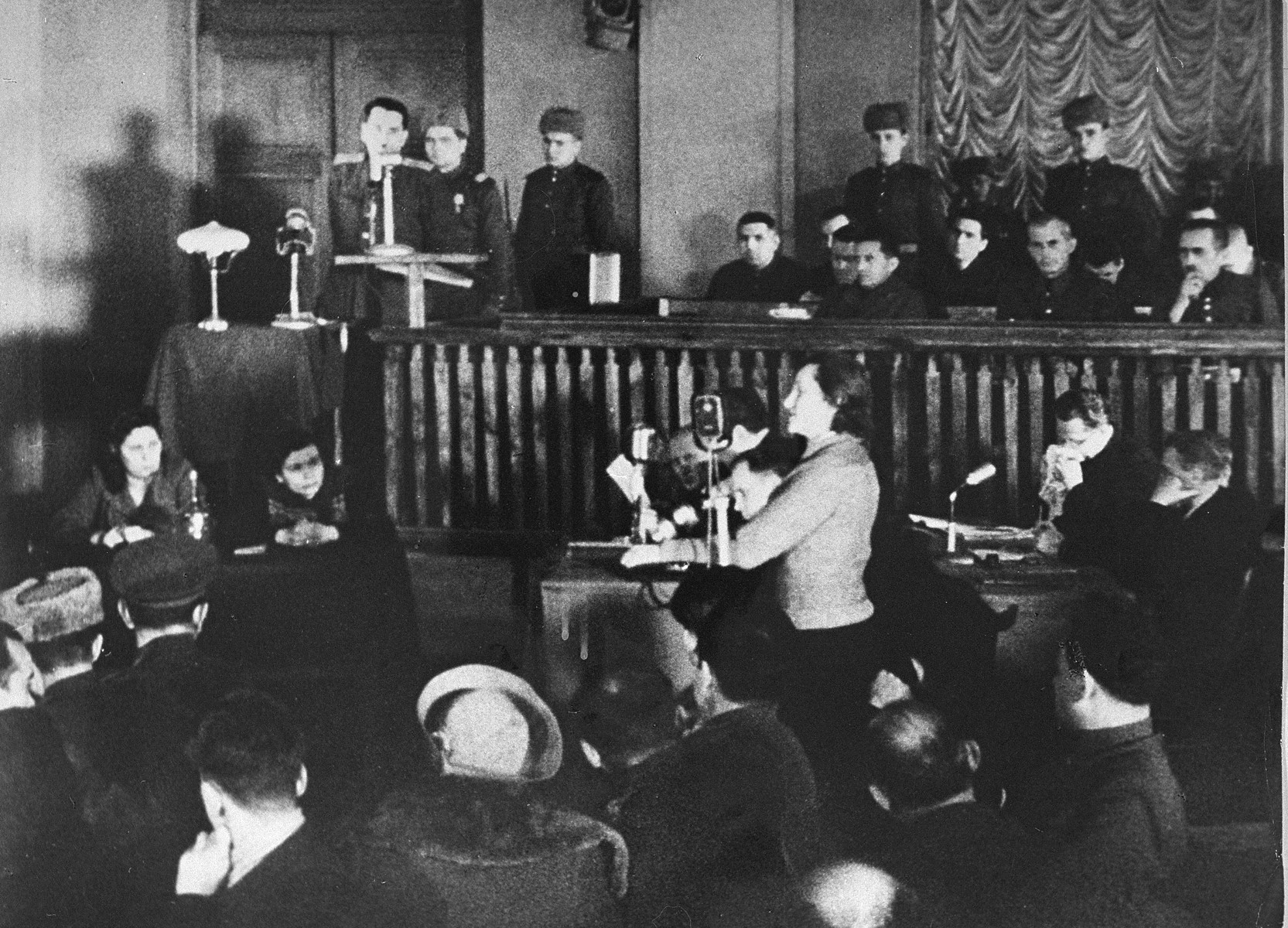
Dina Pronitschewa, eine Überlebende des Massakers, 1946 bei ihrer Aussage im Kriegsverbrecherprozess von Kiew

Nach der Befreiung Kiews Anfang November 1943 verschafften sich sowjetische Untersuchungsorgane sofort einen genaueren Überblick. NKGB und die  Außerordentliche Staatliche Kommission für die Feststellung und Untersuchung der Verbrechen der deutschen faschistischen Eindringlinge erstellten Berichte. Im Januar 1946 wurden fünfzehn Deutsche im Kriegsverbrecherprozess von Kiew angeklagt. Ihnen konnte Babyn Jar nicht direkt zur Last gelegt werden, aber es nahm verhältnismäßig viel Platz ein, um das Wesen deutscher Besatzungspolitik und implizit die Angeklagten zu charakterisieren. Anklage und Urteil hoben allerdings für die Besatzungszeit die „Massenvernichtung sowjetischer Bürger“ hervor.
Das Massaker von Babyn Jar war auch einer der Anklagepunkte in den Nürnberger Nachfolgeprozessen. Das sowjetische Anklageteam legte dort schriftliche Dokumente über die Exhumierungen vor. Paul Blobel wurde beim Einsatzgruppen-Prozess des Mordes an 60.000 Personen, darunter der Opfer von Babyn Jar, für schuldig befunden, zum Tode verurteilt und am 7. Juni 1951 in Landsberg gehängt.
Im Jahr 1968 wurden weitere acht Mitglieder des Sonderkommandos 4a im Callsen-Prozess (SS-Führer Kuno Callsen war der Verbindungsoffizier Blobels zum AOK 6) vom Landgericht Darmstadt zu langen Haftstrafen verurteilt. Generalfeldmarschall Walter von Reichenau war schon 1942 an einem Schlaganfall gestorben; Generalmajor Kurt Eberhard verübte 1947 in US-Internierung in Stuttgart Suizid.
Im Mai 1971 wurde vor dem Landgericht in Regensburg ein Prozess gegen den Kommandeur des Polizei-Bataillons 45, Martin Besser, den Kompanieführer Engelbert Kreuzer und den Feldwebel der Kompanie Fritz Forberg wegen Beihilfe zu tausendfachem Mord eröffnet. Nach zwei bzw. drei Tagen wurde das Verfahren gegen Besser und Forberg aufgrund amtlich attestierter Verhandlungsunfähigkeit eingestellt bzw. unterbrochen. Kompanieführer Kreuzer klagte man zudem als Mittäter bei 40.000-fachem Mord an. Im August 1971 wurde der Polizeimajor und SS-Sturmbannführer Kreuzer vom Gericht für schuldig befunden und zu sieben Jahren Haft wegen Beihilfe zum Massenmord von Babyn Jar verurteilt. Darüber hinaus war er laut Urteil an den Morden von Berdytschiw, Chorol, Slawuta, Schepetowka, Sudylkow und Winniza beteiligt. Das Regensburger Landgericht war örtlich zuständig, da das Polizeibataillon 45 zum Polizeiregiment Russland-Süd gehörte und dessen Kommandeur René Rosenbauer in Regensburg lebte. Das Verfahren gegen den Oberstleutnant Rosenbauer, der das Kommando des Regiments innehatte, wurde schon im Vorfeld wegen Verhandlungsunfähigkeit eingestellt.
Keiner der Offiziere der Wehrmacht, die sich an Vorbereitung, Durchführung oder Vertuschung des Massakers beteiligt hatten, musste sich jemals vor Gericht verantworten.

### Umgang mit dem Massaker in der Zeit der Sowjetunion
Das Massaker von Babyn Jar blieb in einer breiteren Öffentlichkeit lange weitgehend unbekannt. Zwar berichtete die New York Times bereits am 29. November 1943 darüber, in der Sowjetunion wurde das Wissen um das Massaker jedoch von Regierungsseite manipuliert und unterdrückt. So verschwieg die sowjetische Staatsführung das Verbrechen lange Zeit und vermied insbesondere, darüber zu berichten, dass hier fast ausnahmslos Juden umgebracht worden waren. Josef Stalin hatte schon während des Krieges eine Kampagne gegen die sowjetischen Juden begonnen. Zuzugestehen, dass die Nationalsozialisten vor allem Juden als Gruppe ermordet hatten, hätte für die sowjetische Regierung außerdem bedeutet, die Existenz der Juden als eigene Gruppe in der sowjetischen Gesellschaft anzuerkennen. Die erste sowjetische Pressemitteilung über das Massaker in der Zeitung Iswestija vom 19. November 1941 hatte noch vermerkt, dass die Opfer von Babyn Jar ausschließlich Juden waren. Der Ende Februar 1944, vier Monate nach der Befreiung Kiews, unter Leitung Nikita Chruschtschows veröffentlichte offizielle Bericht über das Massaker sprach dagegen von den Opfern nur als sowjetischen Bürgern, ohne darauf einzugehen, dass gezielt Juden ermordet worden waren. Die Publikation eines Schwarzbuches von Wassili Grossman und Ilja Ehrenburg über den Mord an den Juden wurde zensiert bzw. die Auslieferung unterbunden. Auch die Beteiligung von Kollaborateuren sollte nicht erwähnt werden.

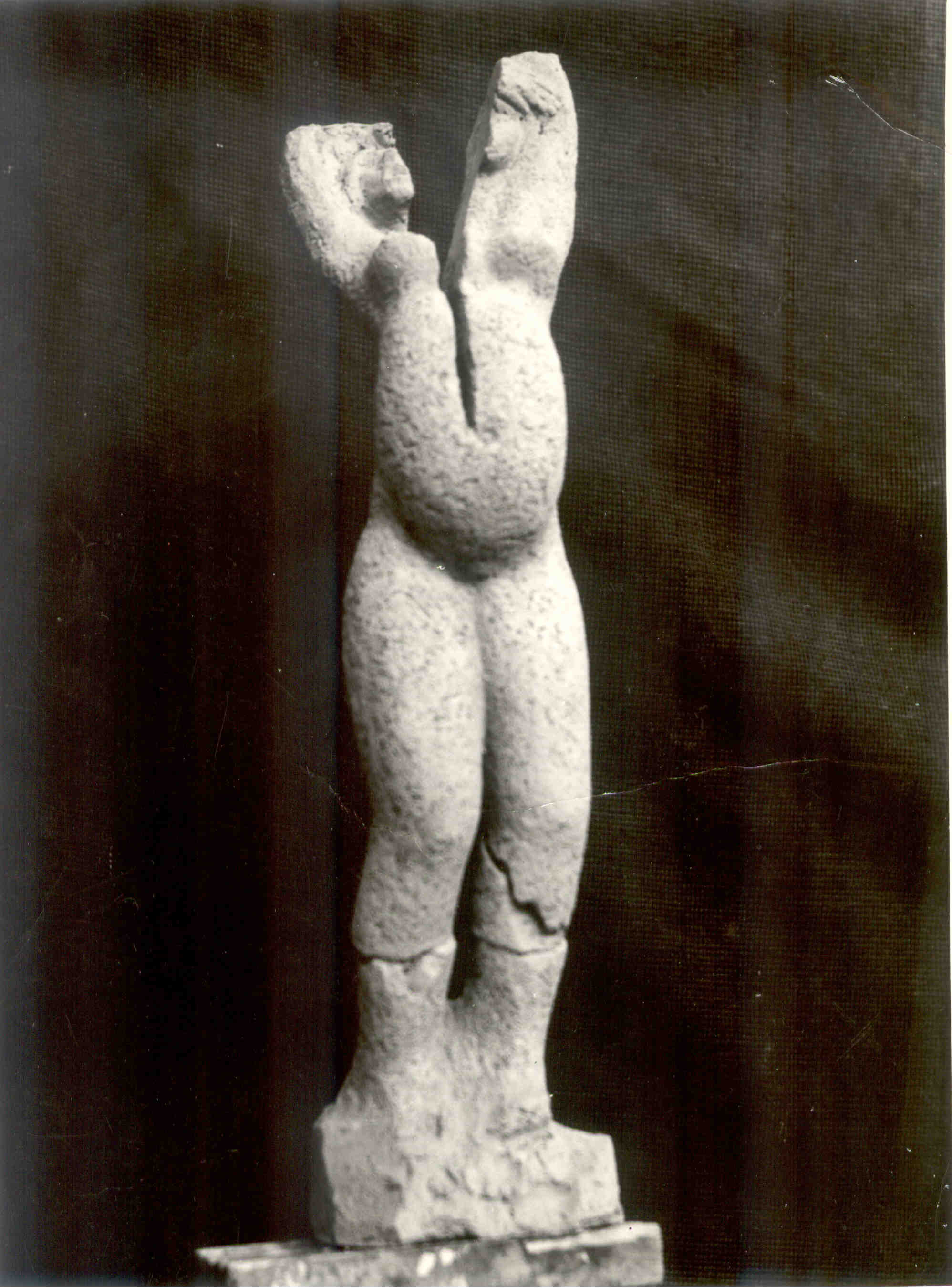
Walentin Andrejewitsch Galotschkin: Babyn Jar, 1964

In der Tauwetter-Periode nach Stalins Tod diskutierte das ukrainische Zentralkomitee 1957 Pläne für ein Denkmal, entschied aber, es sei besser, den Ort des Massakers mit einem Sportstadion zu überbauen. Nach einem offenen Brief des Schriftstellers Wiktor Nekrassow und einer Petition von Bürgern ließ die ukrainische Regierung verlautbaren, dass nun ein Park mit einem Denkmal in Babyn Jar gebaut werden sollte. Chruschtschow selbst sorgte dafür, dass die Pläne nicht weiterverfolgt wurden. Stattdessen wurde 1960 mit dem Bau eines Staudamms begonnen und Schlamm und Wasser aus einem nahegelegenen Steinbruch in die Schlucht gepumpt. Nach größeren Regenfällen und einem Unfall in der nahegelegenen Ziegelei brach der Damm am 13. März 1961 und überflutete Vororte im Norden Kiews. Nach Angaben der New York Times kamen dabei 145 Menschen ums Leben. Es entsprach umgekehrt aber auch dem Schlingerkurs Chruschtschows, dass die Publikation des Gedichts Babyn Jar von Jewgeni Jewtuschenko am 19. September 1961 erlaubt wurde.
Mitte der 1960er Jahre wurde der jüdische Friedhof, der während des Massakers als Sammelpunkt gedient hatte, eingeebnet, um dort einen Fernsehturm zu errichten. Ab 1966 begannen aber auch geduldete Gedenkmärsche mit tausenden Teilnehmern. Schließlich wurde 1976 ein Denkmal eingeweiht, das aber nicht darauf einging, dass die Getöteten vor allem Juden waren. Die Hauptfigur stellt einen jungen Mann dar, der heroisch-entschlossen nach vorne blickt. Dabei wirkt diese heroische Überhöhung der Hauptfigur mit dem kräftigen Körper seltsam unpassend als Erinnerung an ein Massaker, das Menschen ihrer Würde, ihres Körpers und überhaupt ihres Lebens beraubte. Er steht vor ineinander verschlungenen Körpern; an der Spitze des Denkmals ist der Körper eines Kindes zu erkennen. Eine später ergänzte Inschrift spricht von „Bürgern der Stadt Kiew“ und „Kriegsgefangenen“ und vermeidet den Hinweis auf Juden als Opfer.
Am 29. September 1991 wurde das jüdische Denkmal „Menorah“ im Park Babyn Jar an der Metrostation Дорогожичі Dorohoschytschi der Öffentlichkeit übergeben. In den folgenden Jahren wurden weitere Denkmale errichtet, sodass der Historiker Andrej Kotljarchuk von einer Opferkonkurrenz spricht. Befremdlich wirkt an dieser Stätte ein Kreuz, das an erschossene Mitglieder der ukrainischen Nationalisten erinnert, die zeitweilig mit den nationalsozialistischen deutschen Besatzern zusammengearbeitet hatten.

### Erinnerungspolitik in der Ukraine

#### Gedenkrede des israelischen Ministerpräsidenten Jitzchak Rabin
Anlässlich eines zweitägigen Besuches in der Ukraine, den Jitzchak Rabin am 12. und 13. September 1995 mit seiner Ehefrau Leah absolvierte, besuchten die Rabins auch Babyn Jar. In seiner dort gehaltenen Rede gedachte Rabin der Toten mit folgenden Worten:

„Hier in Babyn Jar haben die Männer des Sonderkommandos A4 die Träume kleiner Kinder vernichtet und die Herzen ihrer Eltern, die sie mit ihren eigenen Körpern zu schützen versuchten. Hier übertönte das Dröhnen der Gewehrsalven die Schreie Zehntausender von Kiewer Juden und vieler anderer Opfer. Und hier in diesem Höllenschlund endete die Geschichte einer großartigen jüdischen Welt – der Welt der ukrainischen Juden, aus deren Mitte die ersten Träumer von Zion hervorgingen, die besten jüdischen Dichter und Schriftsteller, die großen Pioniere und Wegbereiter des Zionismus.“

#### Gedenkveranstaltung zum 80. Jahrestag
An der Veranstaltung in Kiew am 6. Oktober 2021 nahmen die Präsidenten Wolodymyr Selenskyj, Jitzchak Herzog und Frank-Walter Steinmeier teil. Die Erinnerung an die Verbrechen deutscher Truppen an diesem Ort sollte aber auch zugleich eine Mahnung sein, sagte Steinmeier:

„Denn wir müssen erinnern, um zu erkennen, wohin entfesselter Hass und Nationalismus, Antisemitismus und Rassenwahn führen können: Der deutsche Angriffs- und Vernichtungskrieg war eine mörderische Barbarei. Millionen fielen ihm zum Opfer. Sie wurden getötet, ermordet, in die Zwangsarbeit versklavt, verschleppt: Menschen, die den Nationalsozialisten nicht als Menschen galten. Hier in der Ukraine sollten ganze Landstriche – so heißt es in den Befehlen – systematisch „gesäubert“ und Kiew dem Erdboden gleichgemacht werden.“

#### Gedenkstätten

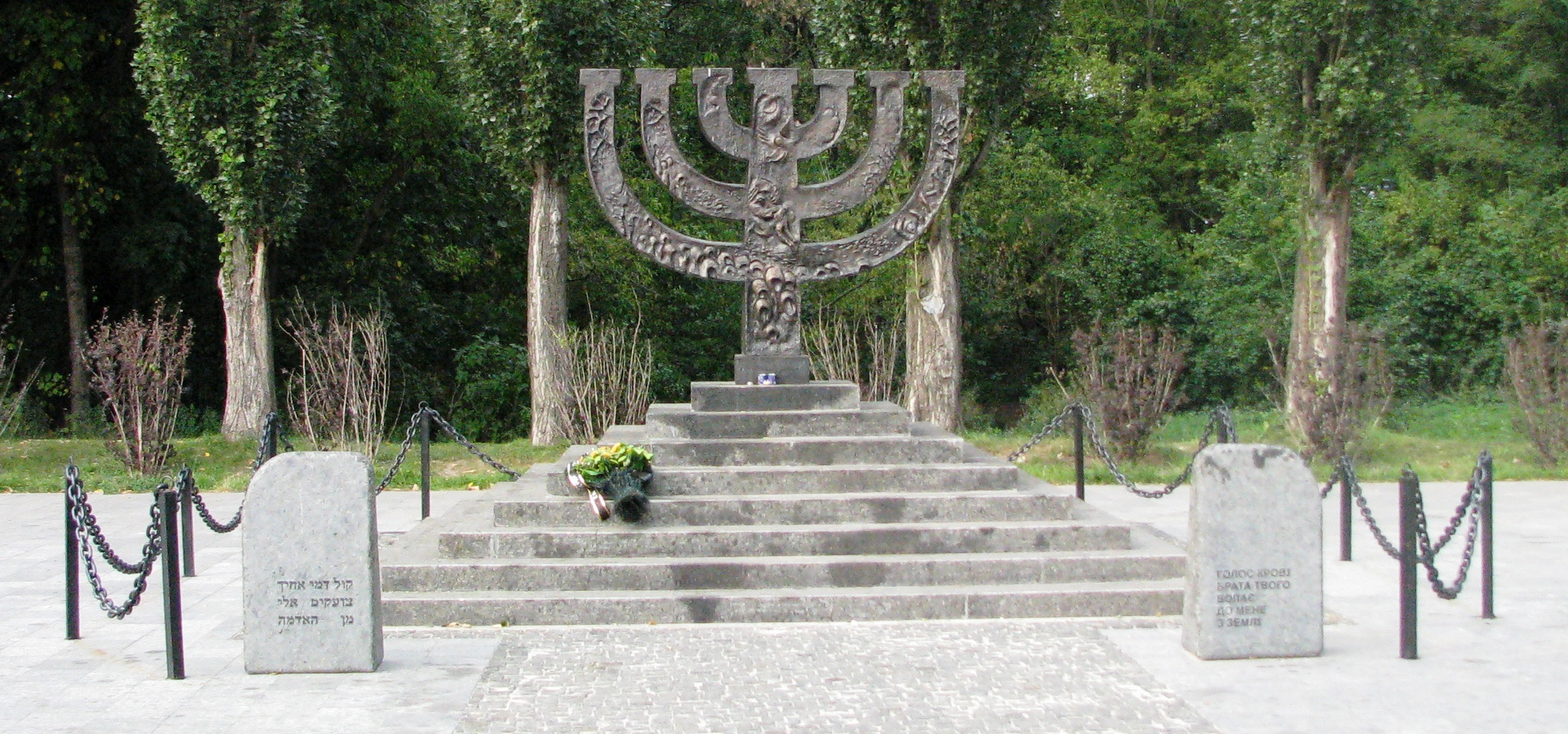
Gedenkmenora für ermordete Juden
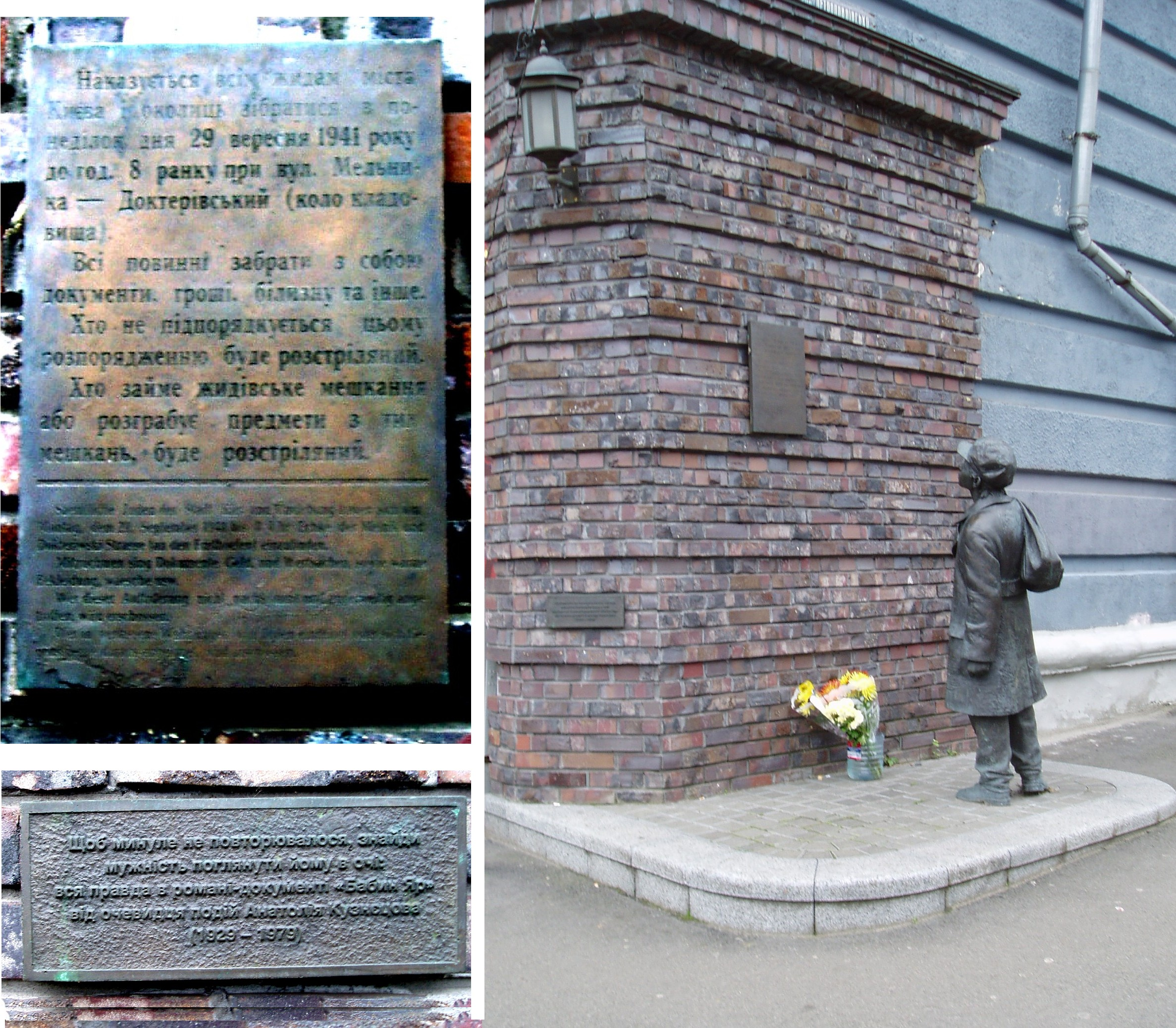
Die Gedenkstätte für den Schriftsteller Anatoli Kusnezow an der Frunse-Straße, eine von Wolodymyr Shurawel geschaffene Bronzeplastik, zeigt einen wohl jüdischen Jungen, der den angeschlagenen Befehl zur „Umsiedlung“ der Kiewer Juden liest.
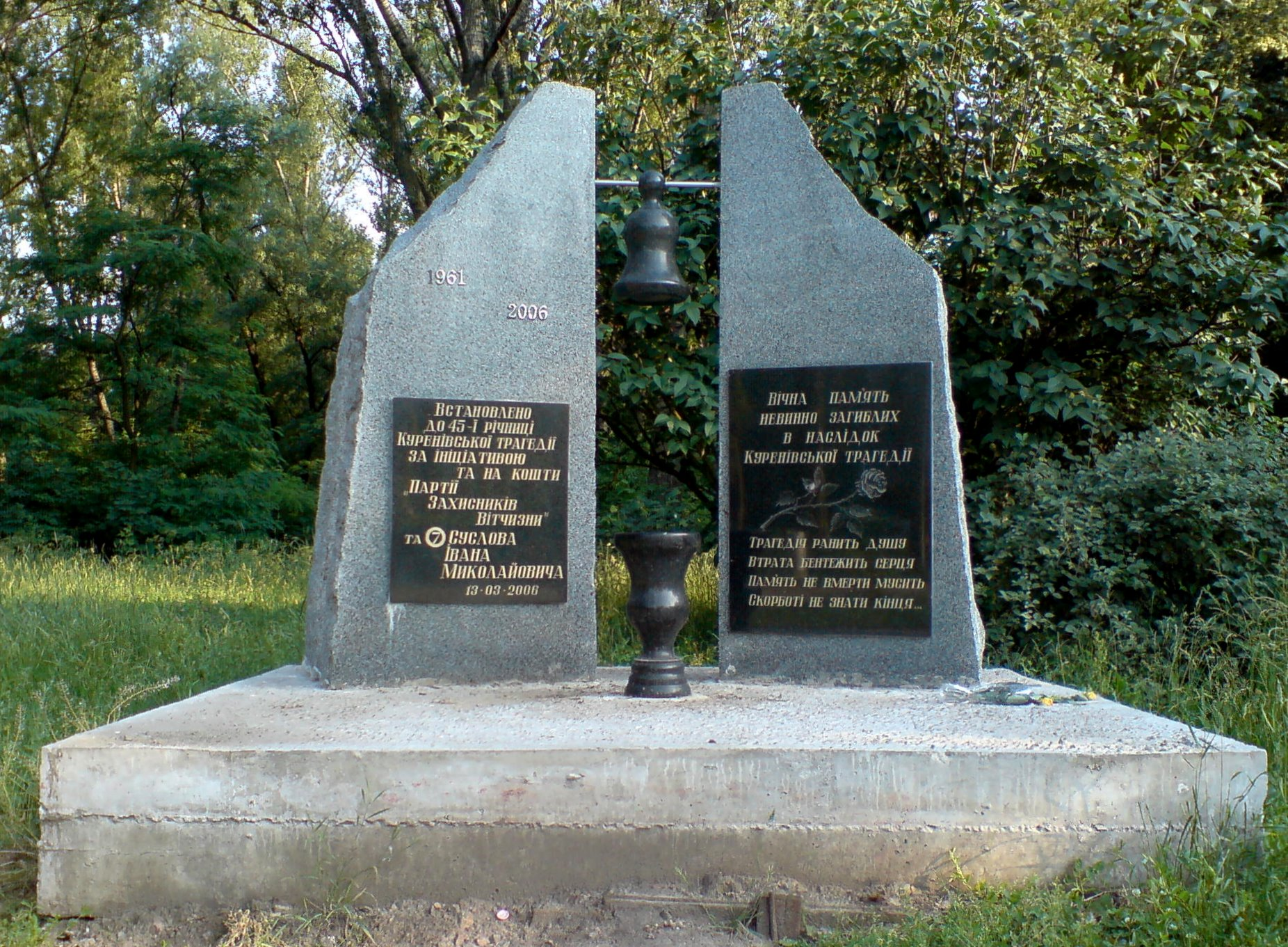
Gedenkstätte für die Opfer der Schlammlawine von Kureniwka im Jahr 1961
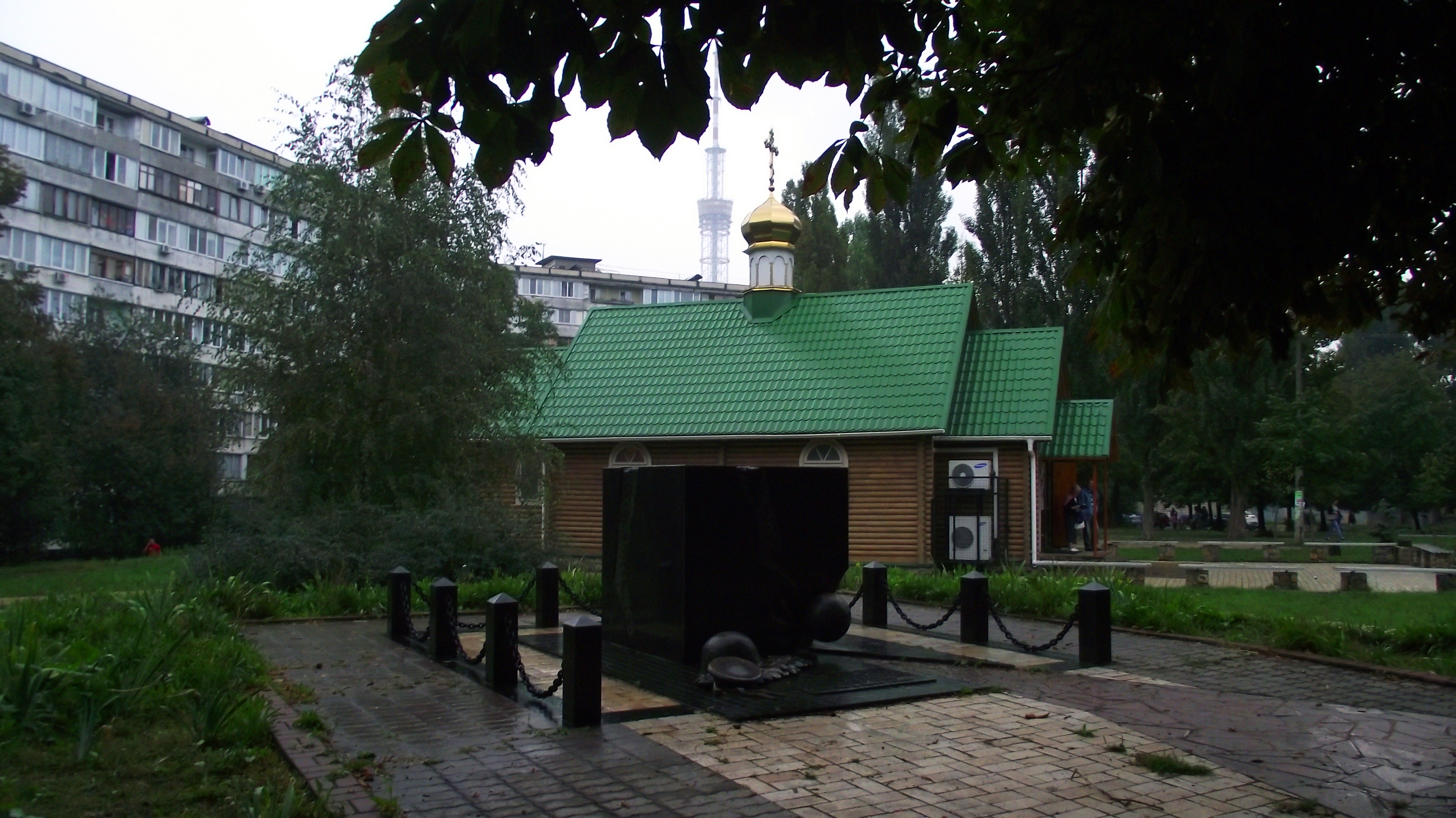
Mahnmal an einem Ort von Massenerschießungen im Februar 1943 zwischen Kindergärten östlich der Grekowa-Straße und Wohnhochhäusern mit einer Kirche zu Ehren der Ikone Erweichung der bösen Herzen im Hintergrund
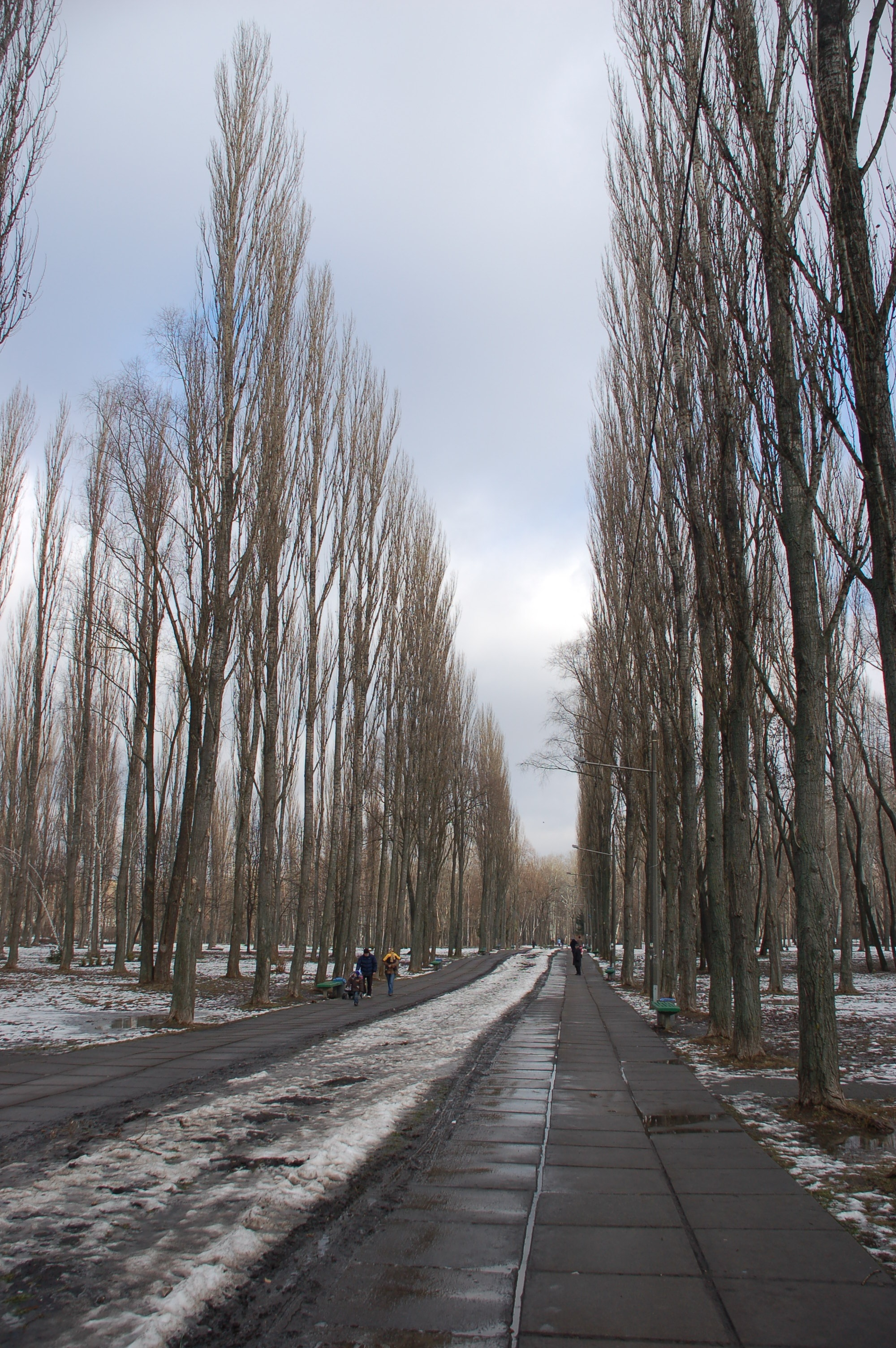
Pappelallee im Park Babyn Jar, der sich an der Grenze zwischen den historischen Stadtteilen Syrez und Kureniwka im Norden und Lukjaniwka im Süden befindet
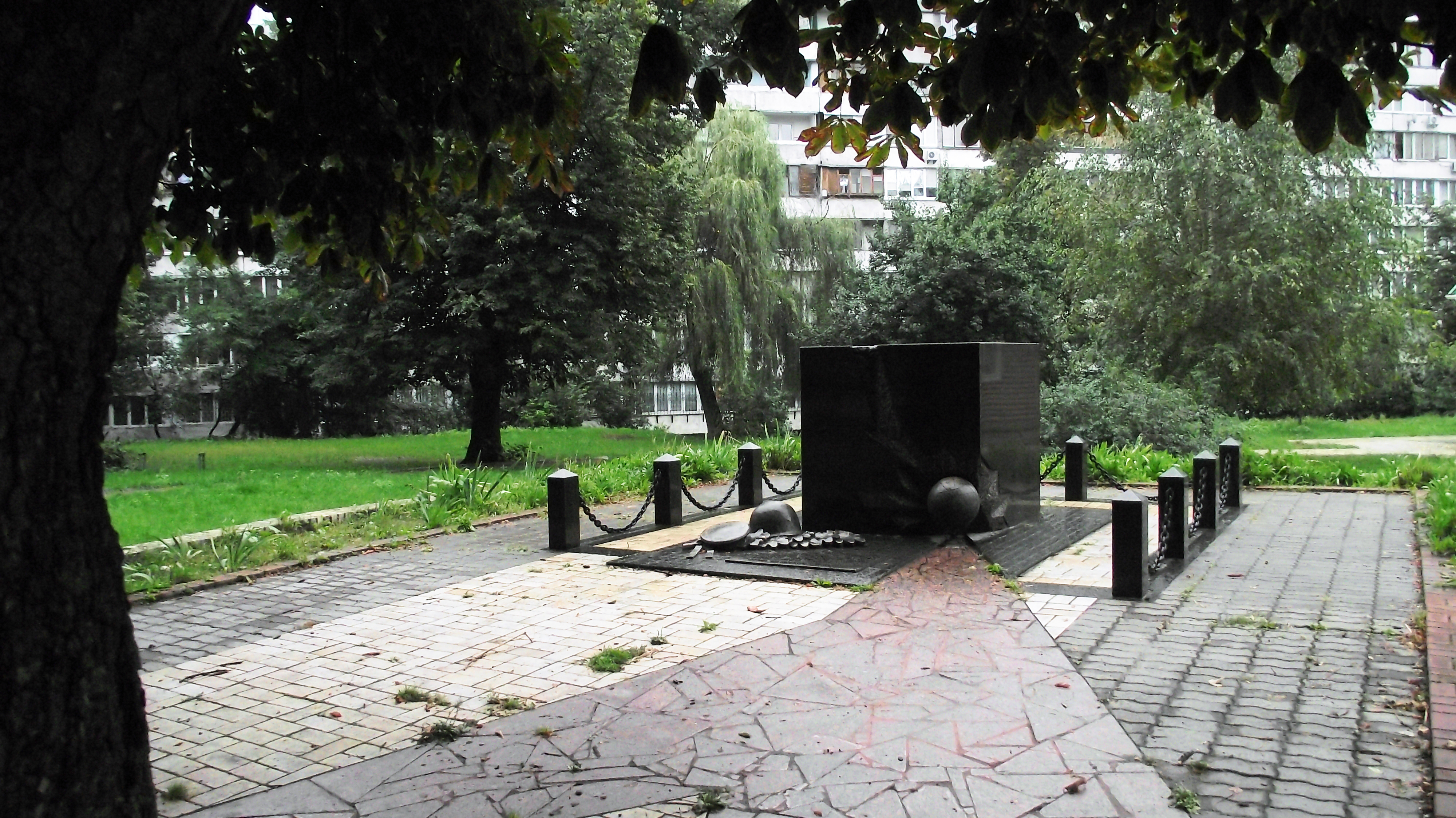
Gedenkstätte für 1943 erschossene Insassen des KZ Syrez mit einem Stahlhelm, einer Offiziers-Schirmmütze und einem Fußball in Anspielung auf das Todesspiel vom 9. August 1942 vor dem Wohnblock Schtschussewa-Straße 8a
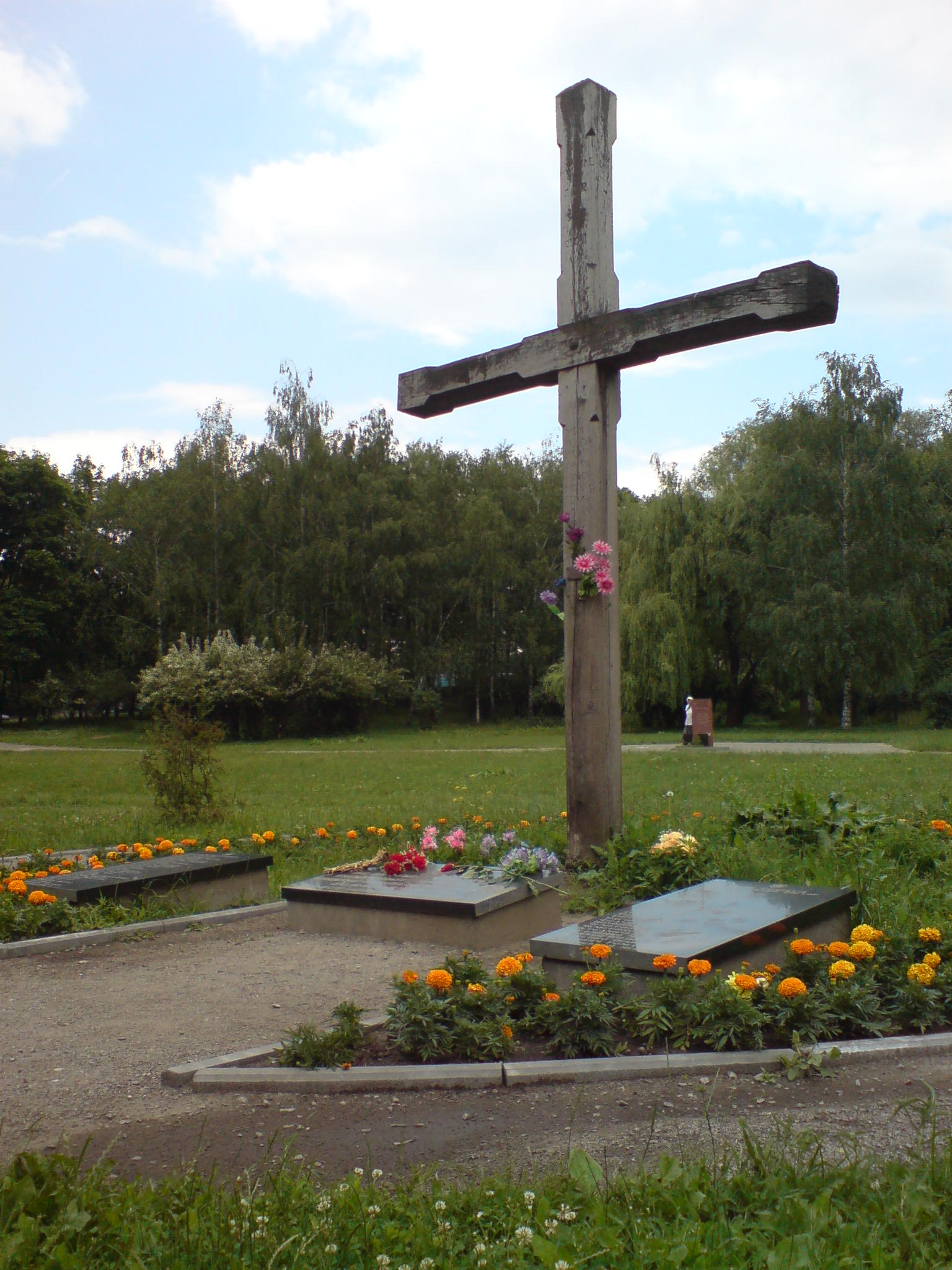
1992 errichtete Gedenkstätte für Olena Teliha und andere 1942 erschossene ukrainische Nationalisten
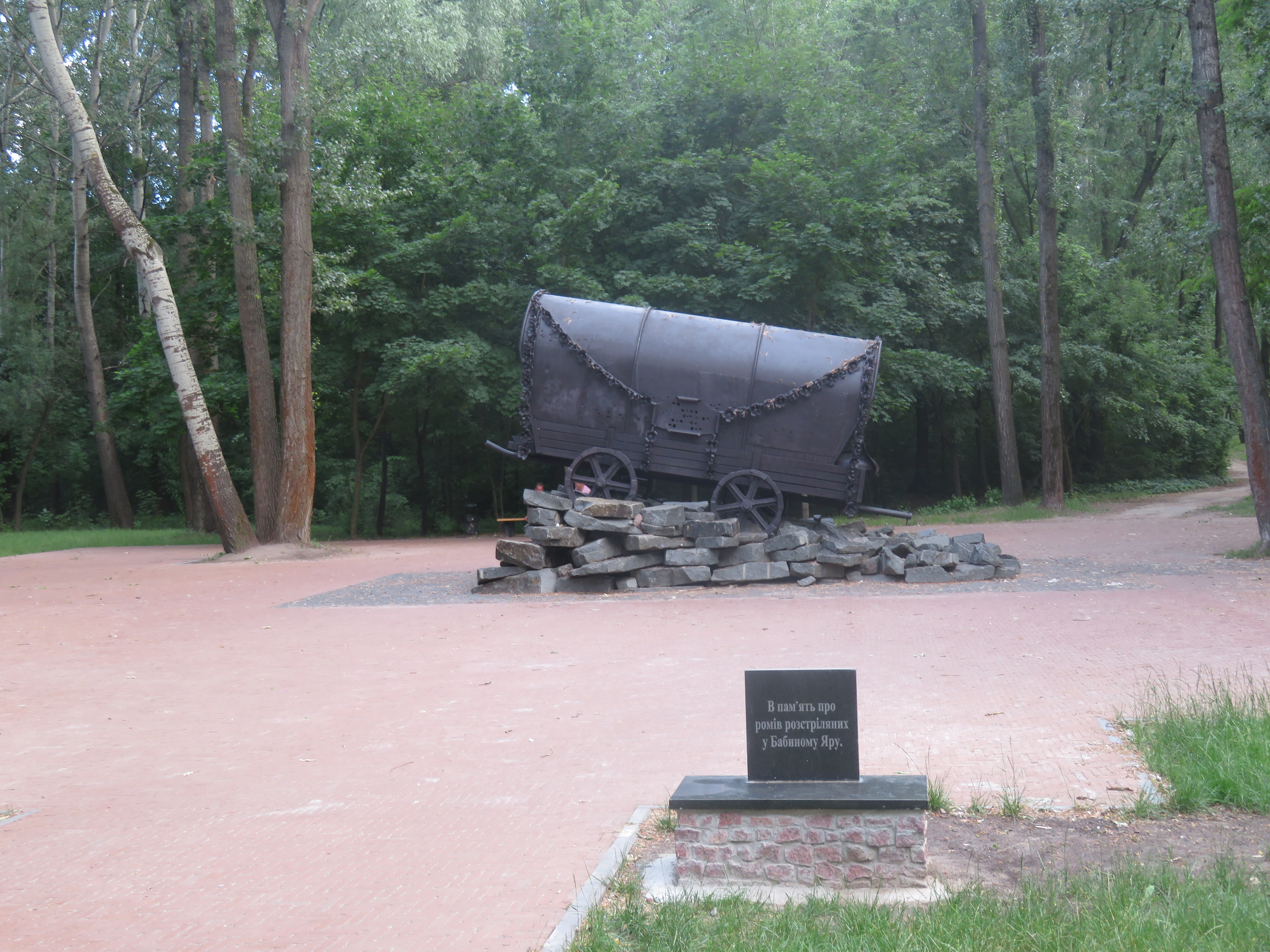
Mahnmal für die ermordeten Roma

### Literarische Rezeption
Zum 20. Jahrestag des Massakers verfasste der russische Dichter Jewgeni Jewtuschenko das Gedicht Babyn Jar, dessen ersten zwei Verse in der deutschen Übersetzung von Paul Celan wie folgt lauten:

«Над Бабьим Яром памятников нет.
Крутой обрыв, как грубое надгробье.»

„Nad Babjim Jarom pamjatnikow net.
Krutoi obryw, kak gruboje nadgrobje.“

„Über Babij Jar, da steht keinerlei Denkmal.
Ein schroffer Hang – der eine unbehauene Grabstein.“

Mit seinem Gedicht erlangte Jewtuschenko 1961 Weltruhm. Im eigenen Land führte es zu heftigen kulturpolitischen Auseinandersetzungen, da er erstmals in der Sowjetunion an den Massenmord an Kiewer Juden von 1941 erinnerte und die Anklage gegen das deutsche Verbrechen mit dem offiziellen Antisemitismus im eigenen Land verband, durch welchen den Opfern ein Denkmal verweigert wurde. Nachdem der Text zunächst als Samisdat im Umlauf gewesen war, las Jewtuschenko das Gedicht erstmals im September 1961 öffentlich in Moskau. Am 13. September 1961 erschien es in der sowjetischen Literaturzeitschrift Literaturnaja gaseta. Die Auseinandersetzungen verschärften sich noch, nachdem der Komponist Dmitri Schostakowitsch das Gedicht 1962 im Adagio seiner 13. Sinfonie in b-Moll op. 113 vertont hatte. Laut Frank Grüner ist neben Jewtuschenkos Gedicht keine künstlerische Bearbeitung des Babyn-Jar-Themas auf ein derartiges lebhaftes Interesse gestoßen wie die Uraufführung der Sinfonie am 18. Dezember 1962 im Moskauer Tschaikowsky-Konservatorium. An der Weigerung des Dirigenten Jewgeni Mrawinski, diese Uraufführung zu leiten, zerbrach dessen langjährige Freundschaft mit Schostakowitsch.
Bereits 1944 erinnerte Ilja Ehrenburg in einem Gedicht an die Opfer von Babyn Jar. In dem von ihm und Wassili Grossman herausgegebenen tausendseitigen Schwarzbuch über die verbrecherischen Massenvernichtungen der Juden in der Sowjetunion 1941–1945 behandelt der erste Text die Ermordung der jüdischen Bevölkerung in Kiew; Babyn Jar.
Anatoli Kusnezow hat in dem Dokumentar-Roman Babyn Jar – Die Schlucht des Leids über dieses Massaker aus unmittelbarer Nähe und nach den Zeugnissen Überlebender berichtet. Der Massenmord wird auch in dem Roman Die Wohlgesinnten von Jonathan Littell dargestellt.
Katja Petrowskaja, die Gewinnerin des Ingeborg-Bachmann-Preises 2013, thematisiert in dem von ihr gelesenen Text Vielleicht Esther die Erschießung ihrer jüdischen Urgroßmutter 1941 in Kiew. Er erzählt vom Versuch der Nachgeborenen, den Mord erzählend hinauszuschieben. Auch anlässlich des 70. Jahrestages 2011 hat die Autorin in ihrer Reportage Spaziergang in Babij Jar an das Massaker erinnert.
Im Roman Nastjas Tränen aus dem Jahr 2021 von Natascha Wodin wird berichtet, wie Nastjas Schwester Tanja zwanzig Jahre nach dem Massaker von dem Verbrechen erfährt. Erzählt wird, wie Tanja am 13. März 1961 morgens in Kiew einkaufen gehen will und sich in den zweiten Stock eines Rohbaus retten muss, als der Damm bricht, zu dem die Schlucht bei Babyn Jar umgestaltet wurde. Dieser Dammbruch bringt die schrecklichen Ereignisse, die man bis zu diesem Zeitpunkt zu verschweigen versuchte, zurück ans Licht.

### Film und Fernsehen, filmische Dokumentationen, Ausstellungen, Hörspiel
Über das Verbrechen wurden mehrere Filme gedreht, unter anderem:
- 1979: Das Massaker wurde in zwei Folgen der vierteiligen Miniserie Holocaust – Die Geschichte der Familie Weiss dargestellt.
- 1995: Außerdem wird es in der Serien-Fortsetzung von Der Feuersturm, Feuersturm und Asche, ausführlich dargestellt – sowohl das eigentliche Massaker Ende September 1941 als auch die Exhumierung und Verbrennung der Leichen im Sommer 1943 zur Spurenbeseitigung. Beide Serien basieren auf Werken von Herman Wouk, der auch die Drehbücher schrieb.
- 2003: Babij Jar – Das vergessene Verbrechen. Deutschland/Belarus, Regie: Jeff Kanew, Produktion: Artur Brauner
- 2021: Babyn Jar. Kontext. Der ukrainische Regisseur Sergei Losniza hat mit historischem Archivmaterial das Verbrechen sichtbar gemacht. Die Dokumentation wurde auf dem Filmfestival in Cannes gezeigt.

Ausstellung in Berlin: Massenerschießungen. Der Holocaust zwischen Ostsee und Schwarzem Meer 1941–1944. Topographie des Terrors. Berlin. 28. September 2016 bis 19. März 2017.
- Babyn Jar. Dokumentarhörspiel in zwei Teilen von Fabian von Freier und Andreas von Westphalen. Teil 1: 1941 (Länge: 54'34), Teil 2: 1941–1943 (Länge: 61'30). Regie: die Autoren. Übersetzungen aus dem Ukrainischen und Russischen: Jelena Mory. Historische Beratung: Bert Hoppe, Vitaliy Nakhmanovich, Dieter Pohl. Mit Manuela Alphons, Wolf Aniol, Susanne Barth u. v. a. Produktion: Deutschlandfunk / NDR 2023. Ursendung: 14./21. Januar 2023 (online in der dlf Mediathek)